# Национал-католицизм

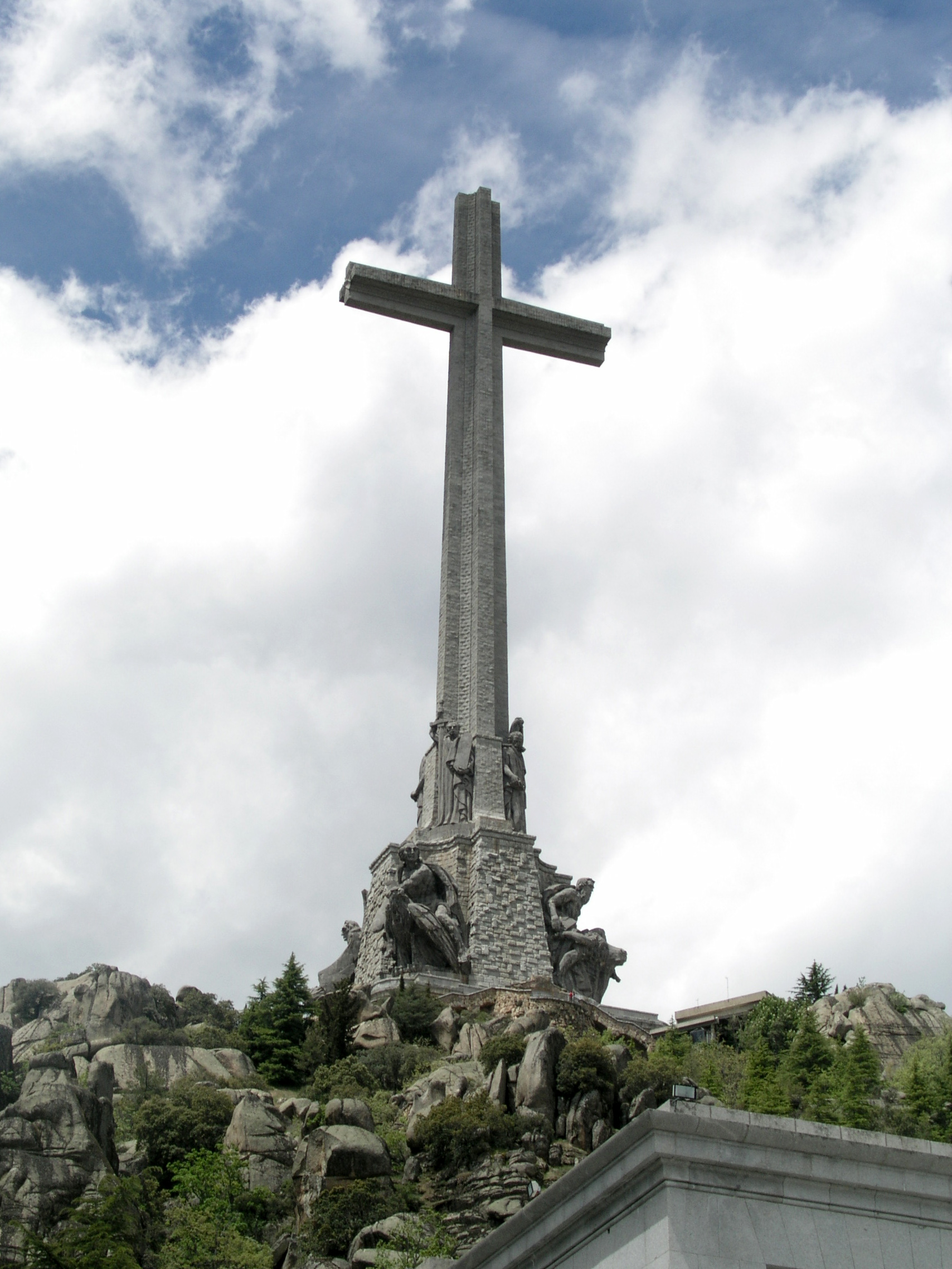
150-метровый крест в Долине Павших, возведённый в 1940—1959 годах, является самым высоким в мире.

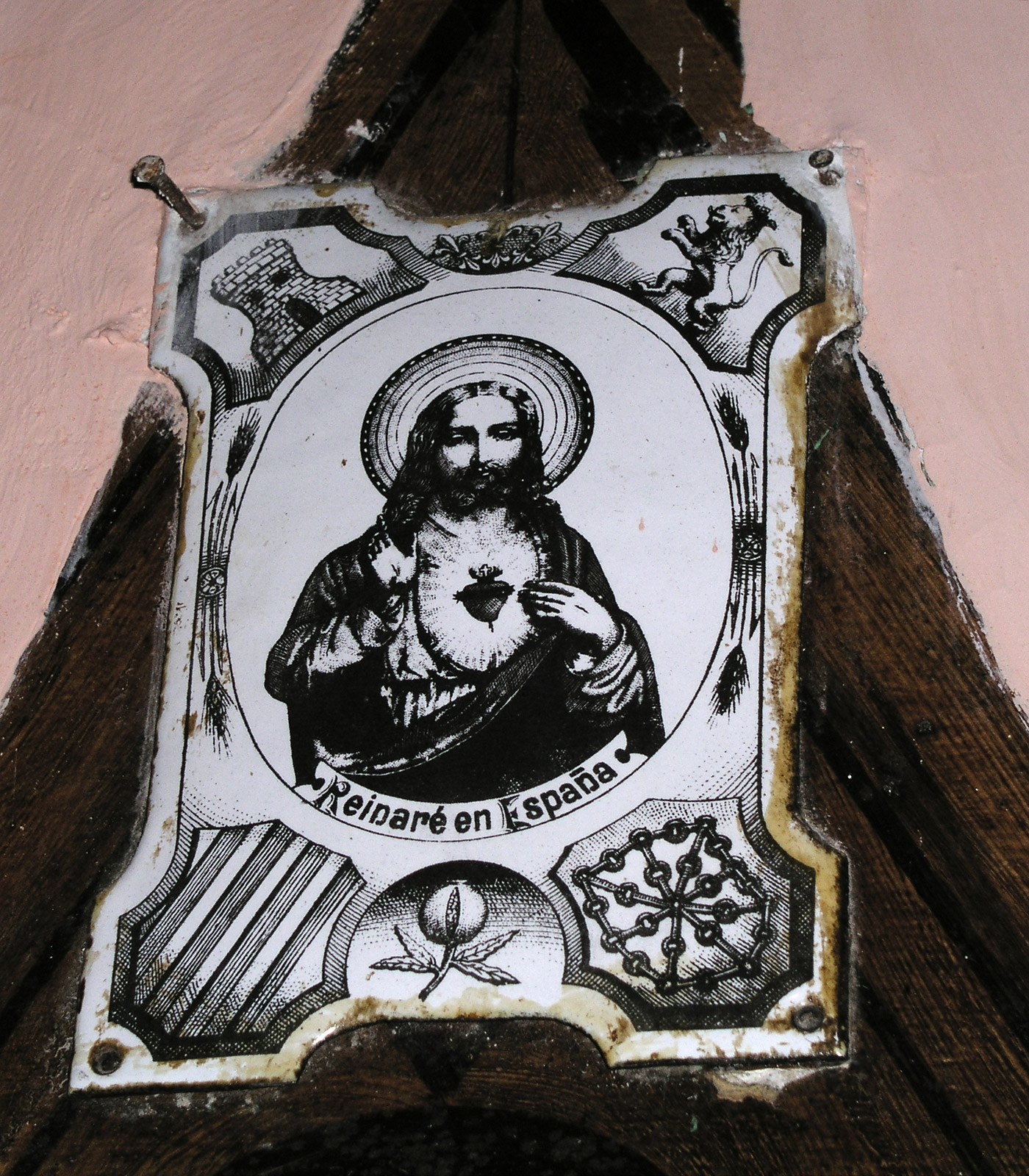
Изображение Христа-Царя с надписью «Я буду править в Испании» (Reinaré en España).

Национал-католицизм (исп. nacionalcatolicismo) — составная часть идеологической идентичности франкизма как политической системы, посредством которой испанский диктатор Франсиско Франко управлял Испанией в период с 1939 по 1975 год. Его наиболее заметным проявлением была гегемония католической церкви во всех аспектах общественной и частной жизни. Как символ идеологических разногласий внутри франкизма, его можно противопоставить национал-синдикализму (исп. nacionalsindicalismo), важнейшему компоненту идеологии и политической практики фалангистов. Также, национал-католицизм был частью идеологической идентичности ряда других диктаторских режимов, таких как португальское «Новое государство» Антониу ди Салазара (1933—1974) и Независимое государство Хорватия Анте Павелича (1941—1945).
В случае с диктатурой Франко режим пытался добиться не «исключительного отождествления католицизма и испанской нации», но, скорее, стремился «установить идентичность между католической религией и конкретным политическим режимом, интерпретируя, что только франкизм олицетворял испанскую нацию, исключая тех, кто составлял „анти-Испанию“»

## Термин

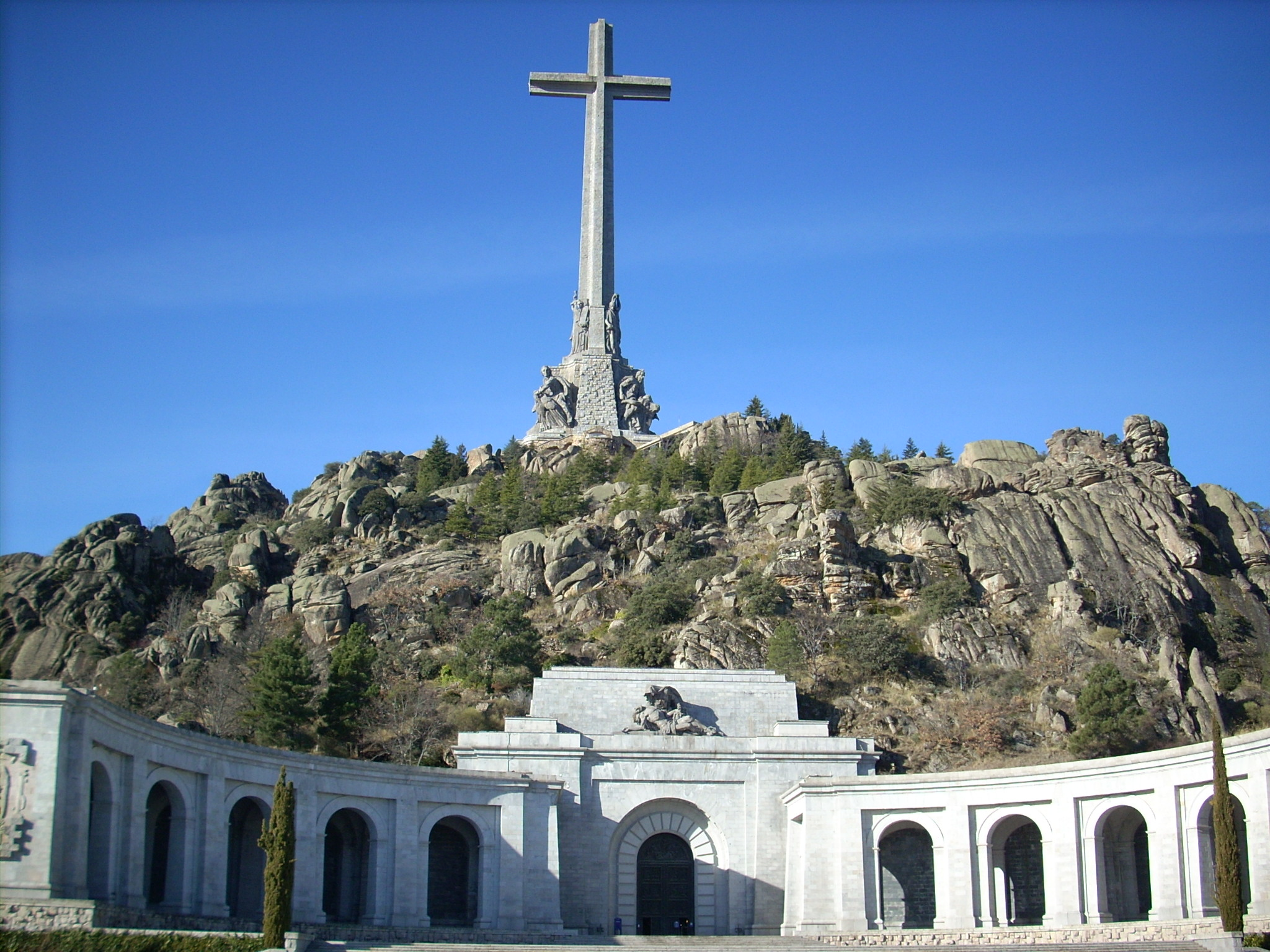
Базилика мемориального комплекса Долина Павших, образцовое здание в стиле франкистской эпохи.

Изобретение термина «национал-католицизм» приписывают севильскому канонику Хосе Марии Гонсалесу Руису, который в интервью французскому журналу иронически обыграл схожесть национал-синдикализма, официальной идеологией режима Франко, и немецкого национал-социализма. Термин приобрёл научный характер благодаря иезуиту и историку Альфонсо Альваресу Боладо, который посвятил ему несколько статей, вошедших в сборник «El experimento del nacionalcatolicismo, 1939—1975», опубликованный в 1976 году издательством Cuadernos para el Diálogo, ранее этот термин использовался более неформально.
Историк Альфонсо Ботти считает, что термин скорее всего, был придуман во время Гражданской войны в Испании «идеологами католического фалангизма и церковными защитниками религиозной реставрации», но признает, что его происхождение «всё ещё неясно и до начала шестидесятых годов он использовался очень редко». По его мнению, «очевидна аналогия с определениями национал-социализма и национал-синдикализма».

## История национал-католицизма в Испании

### Предыстория

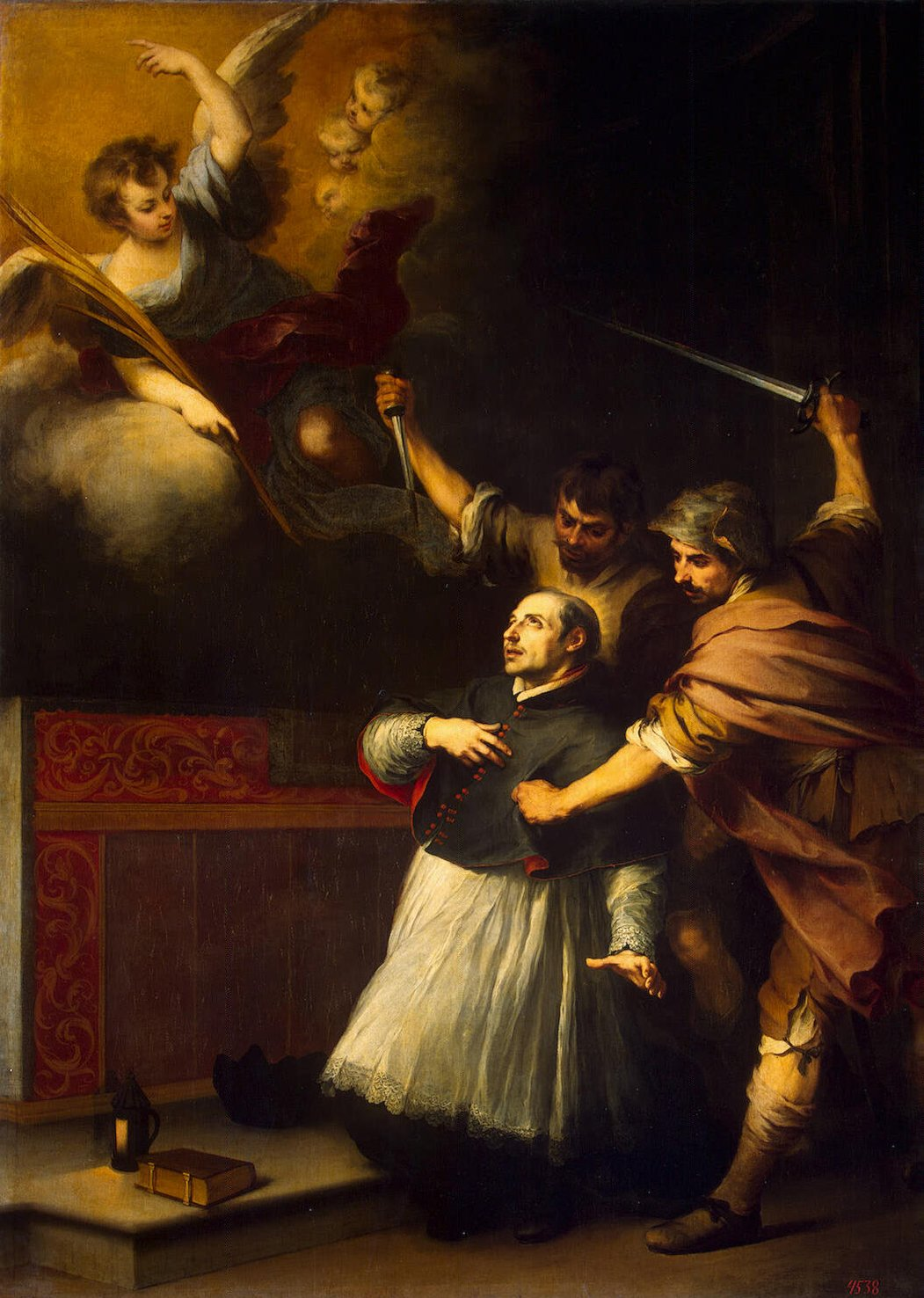
«Убийство инквизитора Педро Арбуэса» (Бартоломе Эстебан Мурильо, 1664). Арбуэс был убит в 1485 году в Соборе Богоявления Спасителя (Сарагоса, Испания) группой новообращённых евреев, которое было представлено как иудейский заговор против католической церкви и привело к усилению инквизиции во главе с Торквемадой и укреплению королевской власти, поспособствовав её становлению как Католической монархии.

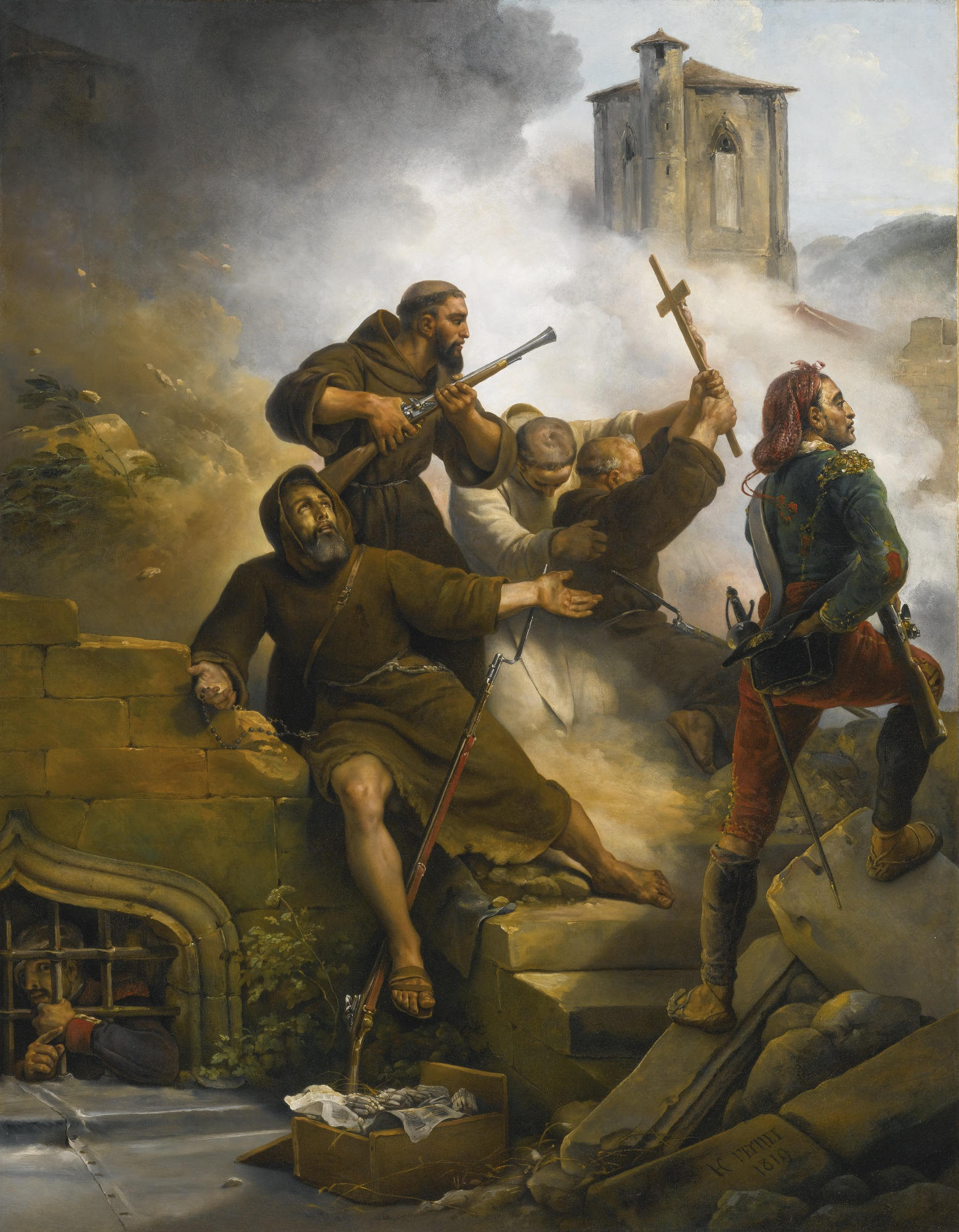
Монахи защищают Сарагосу (1808) во время французского вторжения в Испанию. Борьба против французских захватчиков содействовала формированию среди населения сильного национального духа. В свою очередь духовенство поощряло защиту нации от Наполеона, которого считали антихристом.

Истоки национал-католицизма не как идеологии, а как менталитета, восходят, по мнению историка Хосе Луиса Родригеса Хименеса, к началу XIX века, составляя с тех пор один из постулатов испанского традиционализма в том смысле, что «это подчиняет национальную идею религиозной плоскости и утверждает, что историческая судьба Испании связана с защитой и утверждением католичества в мире. […] В этом смысле национал-католицизм начинается с радикального неприятия современности в культурном и политическом плане и строит идиллическое прошлое, поддерживаемое добродетелями традиционной монархии и единосущностью испанской нации с католической религией, в частности в католицизме, господствовавшем в Испании в XVI веке; Испания представлена нам как нация, избранная божеством для осуществления своих замыслов в земном мире». Согласно этому историческому видению, союз католицизма и испанской нации должен был начаться в VI веке с обращением короля вестготов Реккареда и развиваться во время Реконкисты, правления католических монархов и строительства Испанской империи. Затем наступил длительный период упадка, вызванный именно распространением антирелигиозного и «антииспанского» мышления, который начался в XVIII веке с эпохой Просвещения. Поэтому, чтобы восстановить это славное прошлое, необходимо «рехристианизировать» тех, кто был «отравлен» «коррумпированными доктринами», посредством восстановления традиционных институтов.
Национал-католический менталитет в Испании достигнет своего апогея во «франкистской зоне» во время Гражданской войны 1936—1939 годов. Именно тогда он получил окончательный толчок благодаря безоговорочной поддержке мятежников со стороны церковной иерархии (Гражданскую войну она описывала как «крестовый поход за религию, за родину и за христианскую цивилизацию») и пропаганде, которая отождествляла католицизм и испанскую нацию. Это произошло во многом благодаря секуляризму и антиклерикализму Второй Испанской республики (роспуск Общества Иисуса, введение светского образования и прочее), а также случаями антиклерикального насилия (поджоги и осквернения храмов, нападения на священников, монахов и верующих), чтобы убедить большинство католиков отказаться от поддержки республики. Этому способствовало относительное большинство, завоёванное правокатолической партией СЭДА на выборах 1933 года, на которых впервые проголосовали женщины. Незначительное большинство Народного фронта на выборах 1936 года и возобновление насилия, усилившееся вследствие хаоса, последовавшего за переворотом в июле 1936 года, привели к окончательному переходу большинства католиков по всей Испании на сторону повстанцев-националистов. Убийства священнослужителей (в том числе некоторых епископов), монахинь, а также разрушение и осквернение храмов и всех видов религиозного искусства предоставили франкистам дополнительные аргументы. Символом всего этого стал расстрел Монумента Святейшего Сердца Иисуса в Хетафе, в географическом центре Испании. Тысячи восставших солдат несли над своим сердцем небольшую открытку с надписью: «¡Tente bala, el Sagrado Corazón de Jesús está conmigo!» (в переводе с исп. — «Держись, Святейшее Сердце Иисуса со мной!»).
Было замечено, что многие из выживших епископов поднимали руки в фалангистском приветствии, чтобы показать свою поддержку Франко. Одним из самых активных был примас Испании кардинал Гома, редактор окончательного текста «Carta Colectiva del Episcopado Español» (в переводе с исп. — «Коллективного письма испанского епископата»). Путч, положивший начало Гражданской войне и названный мятежниками Национальным восстанием, стал «крестовым походом», а Франко, «провиденциальным человеком», — новым доном Пелайо. Большая часть членов церкви считала Франко «спасителем» перед лицом эпизодов насилия, произошедших после Октябрьской революции 1934 года.

### После Второй мировой войны
Неудачи III рейха во Второй мировой войны и осознание грядущего поражения стран Оси заставили Франко отказаться от фашистской риторики фалангистов и сделать выбор в пользу католической риторики, которая была более приемлемой для западных союзников. Именно Catecismo patriótico español епископа Менендеса-Рейгады, учебное пособие, одобренное франкистским министерством национального образования и содержащее антисемитскую и антидемократическую риторику, был изъят из использования в качестве учебника в школах, начиная с 1945 года, что совпало с окончание войны и поражением держав Оси.
Международное признание национал-католической идеологии должно быть сделано для того, что британский историк Хью Тревор-Ропер определил как клерикальный фашизм, как последнего и наиболее успешного из них. Невозможно приравнять национал-клерикализм к христианской демократии, отличительными чертами которой в послевоенной Европе были европеизм и антифашизм, несмотря на черты, присущие обеим идеологиям, такие как антикоммунизм и связь с религиозными ценностями.

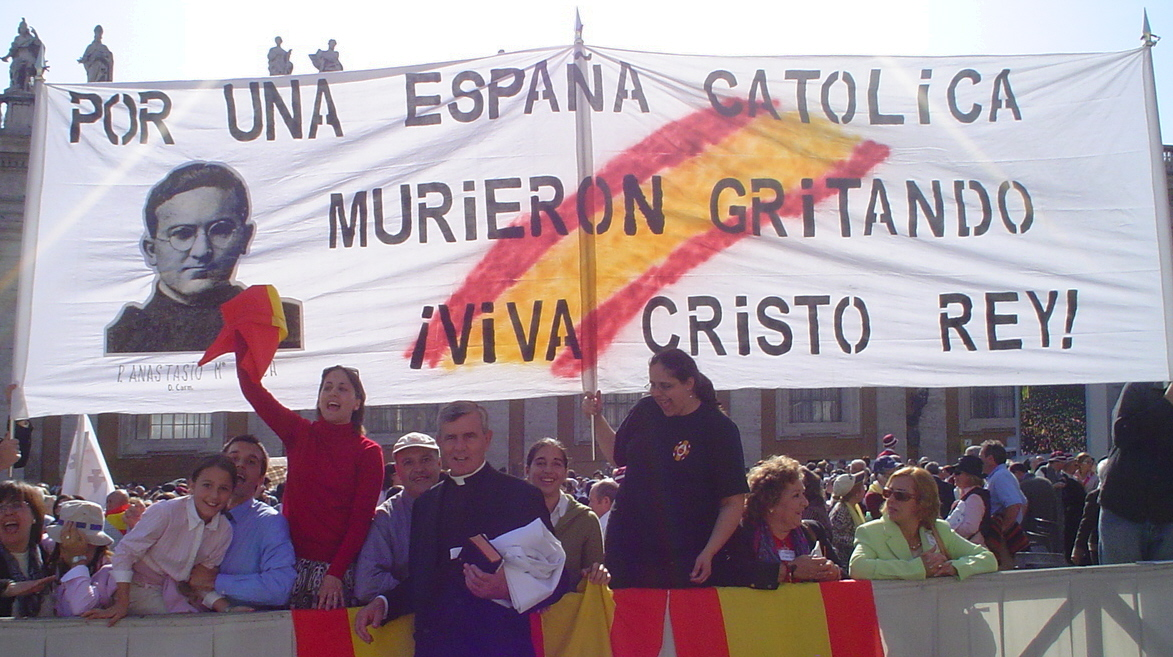
Баннер во время церемонии беатификации 498 испанских мучеников Гражданской войны в Риме в 2007 году.

С лозунгами наподобие «Por el Imperio hacia Dios» (в переводе с англ. — «За Империю к Богу») режим Франко преодолел трудный послевоенный период — до 1959 года, — в течение которого Франкистская Испания постепенно получала международное признание при постоянной поддержке Ватикана, с которым в 1953 году был заключен благоприятный для Церкви конкордат. Католицизм был признан официальной религией, в то время как остальные религии остались в частной сфере. Государство выплачивало священнослужителям зарплату, а Католической церкви были предоставлены широкие налоговые льготы. Кроме того, Церковь получила практически полную автономию в образовании, тем самым ликвидировав светскую школу Республики и создав новую систему образования, отождествляемой с национал-католической идеологией и традиционной методологии, основанной на догматизме, навязывании власти через дисциплину и рутинном приобретении знаний путем запоминания, не допуская ни малейшей возможности вопросов или критики.

Необходимо, чтобы в чтениях, обсуждаемых при преподавании наук, истории, географии, любая тема использовалась для вывода моральных и религиозных последствий. […] Всё общество ожидает, что Магистериум с такой возвышенной миссией, желающий прежде всего служить Испании, объединяясь в тесном поклонении Богу и Стране, станет энергичным соратником национальной славы.
Оригинальный текст (исп.)Es preciso que en las lecturas comentadas en la enseñanza de las Ciencias, de la Historia, de la Geografía, se aproveche cualquier tema para deducir consecuencias morales y religiosas.[…] La sociedad entera espera que el Magisterio, de misión tan sublime, que anhela sobre toda ponderación servir a España juntando en estrecho culto a Dios y a la Patria, será un esforzado cooperador de las glorias nacionales.
— B. O. 8 de marzo de 1938
Учителя, пройдя после войны жёсткую чистку, проведённую Комиссией по культуре и образованию Технического совета государства под председательством католического писателя Хосе Марии Пемана, стали жертвами репрессий, как ранее ими были священники. Взамен Франко наследовал от католической монархии право представления епископов и обычай входить в храмы под сенью. Его изображение появляется на монетах в окружении выражения: «caudillo de España por la gracia de Dios» (в переводе с англ. — «Вождь Испании по милости Божией»). Были возведены характерные храмы, примером которых служит Базилика Долины Павших.
Как и из партий, поддержавших восстание (часть СЭДА, Традиционалистское сообщество, Союзы национал-синдикалистского наступления, Испанская фаланга), было сформировано Национальное движение, произошло объединение католических групп Второй республики (Национальная ассоциация католических пропагандистов и других) в ассоциацию «Всеобщее католическое действие».
Общество постепенно рехристианизируется, добровольно или насильственно. Тысячи детей и молодых людей, не крещённых в предыдущие годы, были вынуждены креститься, поскольку свидетельство о крещении стало необходимым для различных административных процедур. Гражданские браки и разводы объявлены недействительными. Это время позднего или раннего призвания (тысяча священников ежегодно с 1954 по 1956 год) и моральной цензуры в кинематографе и литературе. Например, то, что главная героиня американского фильма «Гильда» (1946) сняла перчатку во время танца, в Испании стало скандалом серьёзного масштаба. Эссе Кармен Мартин Гайте «Usos amorosos de la postguerra española» (1987) является хорошим отражением атмосферы первых послевоенных лет.
Одним из кульминационных моментов национал-католического духа стал Евхаристический конгресс Барселоны, состоявшийся в 1952 году. Однако со временем ситуация изменилась. В закрытой послевоенной Испании чистота веры и обычаев могла в определённой степени сохраняться, но тот же конкордат дал стартовый сигнал открытию режима для внешнего мира. Это начинается в том же 1953 году с подписанием соглашений с США. Технократы из Opus Dei, постепенно вставшие у руля власти, модернизируют экономику, что требовало открытости страны и вело к значительным социальным переменам. Ко всему этому добавляются туризм и эмиграция, а также так называемый Закон Фраги 1966 года, устранивший предварительную цензуру. Как результат, в Испании, как и в других странах Запада, традиционные обычаи и мораль не пережили трансформацию доиндустриального общества в индустриальное.

### Закат национал-католицизма
Со времени Второго Ватиканского собора Католическая церковь постепенно дистанцировалась от франкизма. Многие священнослужители выступали против режима, так в специальной тюрьмы для священников в Саморе содержалось до сто двадцать человек единовременно, большинство из которых были осуждены по политическим и профсоюзным мотивам. Баскский епископ Антонио Аньоверос Атаун за проповедь о праве баскского народа на свою идентичность был взят под домашний арест и лишь опасения испанских властей испортить и без того ухудшившиеся отношения с Церковью, ставившие под угрозу Конкордат 1953 года — смягчили ситуацию. Низовые христианские движения, идеологически близкие к теологии освобождения, демонстрировали оппозицию режиму, столь же твёрдую, как и оппозиция нелегальных левых партий, и прикрывали деятельность противников режима. Рабочее братство «Католического действия» отделилось от официальных позиций Национального движения и многие его члены стали активистами подпольных профсоюзов, таких как Всеобщий союз трудящихся, Рабочие комиссии и других. Особенно актуальна была фигура местного или «рабочего священника» — приходских священников, которых из-за их близости к народу больше интересовали повседневные проблемы прихожан, чем догматические вопросы.
Однако всё ещё существовали ультраконсервативные католические группы и деятели, в частности епископ Хосе Гуэрра Кампос, которых можно включить в так называемый «бункер» (ортодоксальные франкисты). Вместе с Национальной конфедерацией бывших комбатантов (бывшие участники боевых действий) и наиболее реакционной частью Национального движения они пытались сорвать переход к демократии и тем самым сохранить режим Франко даже после его смерти. Некоторые, как «Партизаны короля Христа», даже прибегали к насилию, нападая не только на политиков, но на всех, кого отождествляли с оппозицией франкизму (например, офисы профсоюзов и книжные магазины).
Исторически конечная точка национал-католицизма как основы франкистского государства наступила с новым конкордатом и Конституцией 1978 года, которая запретила устанавливать государственную религию и уравняла Католическую Церковь с другими вероисповеданиями, гарантируя свободу вероисповедания и отправления культов.

## Национал-католицизм в других странах
Во Франции аналогичная социально-религиозная модель национал-католицизма была выдвинута Национальной католической федерацией, созданной в 1924 году генералом Ноэлем де Кастельно. Хотя уже в 1926 году федерация насчитывала около 3 миллионов членов, она со временем стала терять влияние.
В 1930-х и 1940-х годах идеологии аналогичной испанскому национал-католицизму придерживалось хорватское движение усташей Анте Павелича, используя и другие названия, включая «политический католицизм» и «католический хорватизм». Также католицизм с национализмом сочетали в ряде стран Центральной и Восточной Европы, в том числе, Австрии, Польше, Литве и Словакии.
В Аргентине национал-католицизм был распространён среди епископата, а основным средством национал-католической пропаганды был ежемесячный журнал Cabildo. Католиками-националистами были аргентинский генерал Эдуардо Лонарди, занявший пост президента после свержения генерала Перона, но сам вскоре отстранённый от власти Педро Эухенио Арамбуру, а также ряд министров его кабинета.
В Венесуэле с 1960 по 1973 год существовала политическая партия Движение национального действия с национал-католическими тенденциями, основанная журналистом и политиком Херманом Боррегалесом.
В ряде случаях национал-католицизм использовался в качестве оправдания совершения преступлений или узурпации власти по «божественному праву», как, например, аргентинский диктатор Педро Эухенио Арамбуру, который использовал «провиденциальные коннотации», которыми он, якобы, обладал, в качестве оправдания совершённой им узурпация власти путём государственного переворота. Арамбуру, как и Франсиско Франко, присвоивший себе титул «вождя Испании по милости Божией», считал себя посланником Бога на земле.

## Национал-католицизм и общество
В 1943 году режим Франко инициировал проект реформирования высшего образования, выпустив Закон о регулировании университетов, который действовал до 1970 года. Закон политизировал высшие учебные заведения, ставя их на службу национально-католическим заповедям режима Франко. В два первых десятилетий режима, хотя женщины не были лишены права получать высшего образования, их присутствие в университетах не поощрялось и не признавалось.